# ニントゥアン第二原子力発電所
ニントゥアン第二原子力発電所（ニントゥアンだいにげんしりょくはつでんしょ、ベトナム語：Nhà máy điện hạt nhân Ninh Thuận 2 / 家𣛠電籺仁寧順𠄩）は、ベトナム中南部ニントゥアン省ニンハイ県ビンハイ・コミューン、タイアン村に建設が予定されていた原子力発電所。

## 概要
ベトナムの進める大型開発プロジェクトの一つで、2000年代に入ると建設計画が具体化。ニントゥアン第一原子力発電所とともに各国政府（ロシア、中国、韓国、フランス、日本）および原子力企業の売り込みが活発になった。
その中で2010年10月31日に当時の首相菅直人とベトナムの首相グエン・タン・ズンとの首脳会談がハノイで行われ、本原発の建設で日本をパートナーとすることがズン首相から表明された。
その後2011年2月15日に日本原子力発電がベトナム電力公社（EVN）と原子力発電導入に関する協力協定を締結したと発表。2011年9月29日には原発輸出のために作られた企業、国際原子力開発がベトナム電力公社との間で協力覚書の締結を発表。さらに2011年10月31日には首相の野田佳彦がズン首相と官邸で会談し、2010年に合意した日本の原発建設を計画通り実施することを再確認した。
同日にベトナムでは日本原子力発電により原子力発電導入可能性調査（フィジビリティスタディ（FS））が開始されたと報道された。
2011年12月9日、ヨルダン、ロシア、韓国、ベトナム4カ国との原発輸出の前提となる日越原子力協定が、与党議員12人が棄権する中、第179回国会で承認された。
発電所は1号機と2号機からなる総発電量200万kwを計画、着工は2015年末、完成は2021年頃を予定し、三菱重工業、日立製作所等が受注を目指していたが、2016年11月22日、ベトナム政府は経済性（コスト高）、需要想定の下方修正、財政難を理由に、ニントゥアン第一原子力発電所とともに建設計画の中止を決めた。

## 現地の状況
2011年9月に、ルポライターの奥窪優木が現地を取材。原発の危険性が知らされないまま、住民の間で「原発歓迎ムード」がただよっていることや、原発から5キロメートルほどしか離れていない場所に、住民の立ち退きが予定されていることが明らかとなった。
同11月にはFoE Japanの満田夏花が現地を調査し、住民に原発の危険性が知らされておらず、数キロメートルしか離れていない場所に移住する予定であること、予定地周辺は国立公園に指定されており、ウミガメの生息地であることなどが報告された。また、2012年2月には映像ジャーナリストの中井信介が現地を取材し、農業・漁業ともに豊かな様子や、風力発電の適地であること、村長が2010年に福島第一原子力発電所を視察したと話す様子などが紹介されている。
なお、この地域には先住民であるチャム人が多く住み「波の神」と呼ばれる津波の伝説が伝えられている。2011年3月21日には、津波対策として原発周辺に15メートルの堤防を建設する方針であることが報道された。一方、地震の発生は少ないとされるベトナムだが、最近多くなってきているとの指摘もある。
2012年5月21日には、ベトナム人453人が署名した『日本国政府がベトナムの原発建設を支援するのは「無責任、もしくは非人間的、不道徳な行動だ」』などと抗議する文書が、在ベトナム日本大使館や日本国外務省に送付したことが報道された。